# Vrachtprijs

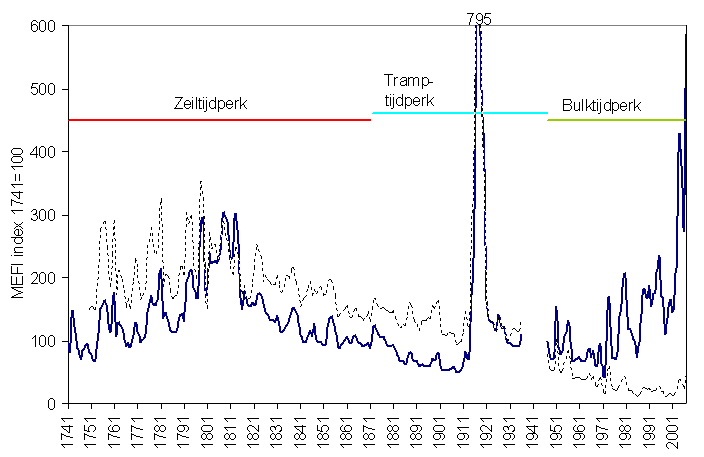
Scheepvaartcyclus droge lading, 1741-2007. De stippellijn is gecorrigeerd voor inflatie.

De vrachtprijs is de hoeveelheid geld die betaald wordt aan een logistieke dienstverlener om een eenheid van vracht te vervoeren tussen twee plaatsen. De vrachtprijs kan worden uitgedrukt per gewichts- of volume-eenheid, maar ook als een totaalbedrag voor het gehele transport of een dagvergoeding. Daarnaast kan er sprake zijn van een brandstoftoeslag of overliggeld. De vrachtprijs is gebaseerd op de duur en afstand van de reis en de hiermee samenhangende vaste en variabele kosten. Dit verschilt per vervoermiddel.
De vrachtprijs reageert echter ook op verschillen in het evenwicht tussen vraag en aanbod, veroorzaakt door de economische cyclus. Dit is afhankelijk van de prijselasticiteit en hierop volgt een aanpassing van de vervoerscapaciteit. Dit kan op korte termijn worden bereikt door aanpassingen van de snelheid of de inzet van bestaand vervoer, op de langere termijn kan dit door nieuwe vervoermiddelen aan te kopen of juist oude voor de sloop aan te bieden.